# Antun Tadić
Antun Tadić (Bjelovar, 10. lipnja 1946.) je hrvatski televizijski i filmski glumac.

## Filmografija

### Televizijske uloge
- "Bogu iza nogu" (2021.)
- "Dar mar" kao Radovan (2020. - 2021.)
- "Der Kroatien Krimi" kao Muljačić (2016. - 2020.)
- "Drugo ime ljubavi" kao otac (2019.)
- "Na granici" kao Franjo (2018.)
- "Najbolje godine" kao Srećko Rakan † (2009. – 2010.)
- "Mamutica" kao Josip Čerak (2010.)
- "Hitna 94" kao Boris Jelić (2008.)
- "Inspektor Vinko" (1985.)
- "Nepokoreni grad" (1982.)
- "Gruntovčani" kao ovčar (1975.)

### Filmske uloge
- "Isprani" (1995.)
- "Čovjek od riječi" (1983.)
- "Bitka na Neretvi" (1969.)

## Vanjske poveznice
- Antun Tadić u internetskoj bazi filmova IMDb-u (engl.)